# Martina Novotná
Martina Novotná (* 26. května 1979 Praha) je profesionální volejbalistkou. Měří 191 cm a hraje na postu přijímající smečařky nebo univerzální hráčky. Její sportovní počátky jsou spojeny s TJ Tatran Střešovice. Odtud přešla v seniorské kategorii do PVK Olymp Praha, s kterým během sezóny 2004/2005 dosáhla nevídaného rekordu – družstvo žen neprohrálo jediný ligový ani pohárový zápas. Od roku 2005 působí v německém VC Wiesbaden.

## Úspěchy
- 2003 – vicemistryně České republiky
- 2004 – vicemistryně České republiky
- 2004 – vítězka českého poháru
- 2005 – mistryně České republiky
- 2005 – vítězka českého a česko-slovenského poháru
- 2007 – 4. místo německá Bundesliga (nejlepší výsledek v historii klubu VCW)

### V reprezentaci
- 1997 – 6. místo na juniorském mistrovství světa v Polsku
- 2003 – 9. místo na Mistrovství Evropy v Turecku